# Radamés Martínez
Radamés Martínez – dominikański zapaśnik walczący w obu stylach. Zajął czwarte miejsce na mistrzostwach panamerykańskich w 1993. Brązowy medalista igrzysk Ameryki Środkowej i Karaibów w 1990 i 1993. Trzeci ma mistrzostwach Ameryki Centralnej w 1990 roku.